# Шантал Кревиазук
Шанта̀л Кревиа̀зук (на английски: Chantal Kreviazuk) е канадска певица.
Родена е на 18 май 1973 г. в Уинипег, Канада. Нейните родители Керъл и Джон Кревиазук са от украински и пакистански произход. На 3-годишна възраст Шантал започва да свири на пиано по слух. Докато расте, тя е окуражавана от майка си да свири. През 1994 г., докато е в Италия, тя претърпява инцидент с мотоциклет, но няма сериозни увреждания.
През следващите две години бъдещата певица обмисля дали да предприеме стъпка към музикална кариера и през 1996 г. тя подписва със „Сони Мюзик“ в Канада. Нейният дебютен музикален албум Under These Rocks And Stones излиза по-късно същата година в родината ѝ и през 1997 г. в САЩ. Първият ѝ сингъл God Made Me не се появява в музикалните класации нито в Канада, нито в Съединените щати. Той едва достига 15 позиция в Muchmusic Top 30. Но с втория си сингъл, Surrounded, песен за трагичното самоубийство на първата ѝ любов, Шантал е забелязана. Той достига седмо място в класацията Muchmusic Top 30 и деветнадесето в Adult Top 40. През 1998 г. певицата прави кавър на песента на Джон Денвър – „Leaving On A Jetplane“ за саундтрака на филма Армагедон.
Следващият албум на Шантал, Colour Moving And Still, постига огромен успех и става двойно-платинен. Водещият сингъл, „Before You“, стига до девета позиция в Muchmusic 30. Песента е за нейния годеник, фронтмена на групата Our Lady Peace, Рейн Мейда. Другите два сингъла са „Dead Life“ и „Faraway“. Тези три песни носят голямо признание на певицата, защото застават на върха на класацията Muchmoremusic 30. През декември 1999 г. Шантал се омъжва за годиника си и изчезва от сцената до 2002 г., когато издава третия си албум What if it all means something, който излиза в края на годината, а в Щатите в началото на 2003 г. Първият сингъл „In this life“ се радва на голямо внимание от двете страни на границата. Той заема 17-а позиция в Adult Top 40.
Следващият албум на Шантал излиза на 29 август 2006 г. и носи заглавието Ghost Stories.